# Fu Wenjun

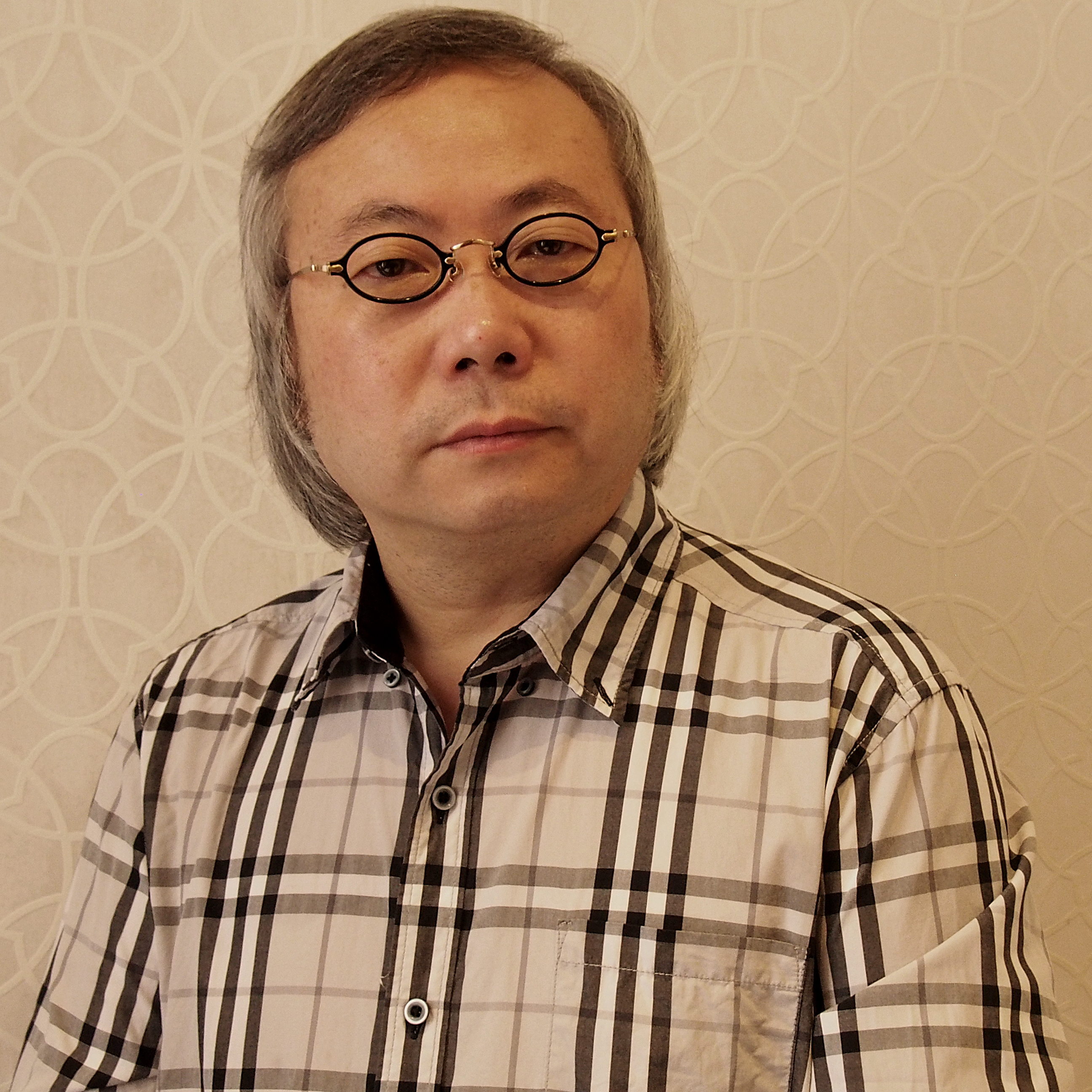
Fu Wenjun at 501 Art Base, Chongqing

Fu Wenjun (Caratteri cinesi semplificati 傅文俊, pinyin fù wén jùn) (Chongqing, 1955) è un artista cinese noto per la fotografia concettuale di immagini multiple e prospettiva multidimensionale. Propone lo stile artistico di “Digital Pictorial Photography”
Attualmente vive a Chongqing. 

## Biografia
Si è laureato all'Accademia delle Belle Arti del Sichuan nel 1987. Dagli anni '90 lavorò principalmente nell'ambito della fotografia concettuale, delle installazioni e della pittura a olio.
L'opera di Fu Wenjun si concentra su questioni di cultura e storia orientale e occidentale, soprattutto sulla esistenza della cultura tradizionale cinese in una società di rapido cambiamento, sull'incontro delle cultura diversa in processo della globalizzazione, e sull'industrializzazione e urbanizzazione nelle città cinesi.
Ha esposto i suoi lavori a livello internazionale in molte mostre ed anche alla Fortezza da Basso a Firenze, all'Museo delle Belle Arti del Guangdong di Guangzhou, ai Quartieri Generali delle Nazioni Unite di New York, all'Antico Palazzo d'Estate di Pechino, al Today Art Museum di Pechino, alla Tour Eiffel di Parigi, all'Arsenale di Venezia, al Centro Culturale e Artistico di Dubai, al Grand Palais di Parigi, Gemeentemuseum dell'Aia, al Museo delle Belle Arti di Yokohama. 
Nel 2015, Fu Wenjun creò un'opera di installazione intitolate Post-industrial Age (Età Post-industriale), la quale è stata esposta alla 1ª Biennale dell'Asia al Museo delle Belle arti del Guangdong. Nel 2016, ha mostrato alla Triennale dell’Arte Contemporanea (Verona) e vinto il premio di “artista più votato dal pubblico”. Nel 2017, si sono tenute le due mostre personale: "Introspection of Soul. Artistic Expression in the Digital Pictorial Photography of Wenjun Fu” al Museu Europeu d'Art Modern a Barcelona e "Harmony in Diversity: Fu Wenjun Digital Painting Photography Exhibition” al National Art Museum of China a Pechino.  Ha mostrato anche alla Esposizione Triennale di Arti Visive a Roma, London Art Biennale e Biennale Internazionale d’Arte del Mediterraneo.

## Mostre personali
- 2019："Again Enter the Scene --- Fu Wenjun Digital Pictorial Photography Exhibition", Chongqing Art Museum, Chongqing, China.[10]
- 2019："Digital Brush: Photographic Process of Fu Wenjun", The University of Hong Kong, Hong Kong, China[11]
- 2018："Is It Photography – Fu Wenjun Digital Pictorial Photography Solo Exhibition", Dairy Arts Center, Boulder, USA[12]
- 2017: Introspection of Soul Artistic Expression in the Digital Pictorial Photography of Wenjun Fu. Museu Europeu d'Art Modern, Barcellona, Spagna.[5]
- 2017: Harmony in Diversity Fu Wenjun’s Digital Painting Photography Exhibition. National Art Museum of China, Pechino, Cina.[6]
- 2015: 迷思之像Thoughtful images. Guangdong Museum of Art, Guangzhou; 1–14 ottobre 2015.[13]
- 2015: Photographic Narrative, Fu Wenjun’s Conceptual Photography Solo Exhibition. Nazioni Unite, New York City, America.[14]
- 2014: Conceptual photographic show of Illusory Metamorphoses grass cloth collection, Miami, America.[15]
- 2013: Thought Reading, Fu Wenjun Conceptual Photography Exhibition, Miami, America.[15]
- 2010: Show of Formality, Fu Wenjun’s Photographic Exhibition of Historical Concept, Today Art Museum, Pechino, Cina.[16]
- 2010: Show of Formality II, Move the Old Summer Palace 1400 km South, Fei Contemporary Art Center, Shanghai,Cina.[17]
- 2010: Story of Two Parks, Chongqing Library, Chongqing, Cina.[18]
- 2010: Spirit Icon, Antico Palazzo d'Estate, Pechino, Cina.[19]

## Commenti
Durante il 2019 The Photography Show presentato da AIPAD, " Boccara Art di Brooklyn, che presenta straordinari pezzi concettuali dell'artista cinese contemporaneo Fu Wenjun. " --- The New York Times, 4 aprile 2019
"Il lavoro multimediale dell'artista cinese contemporaneo Fu Wenjun comprende l'installazione artistica, la fotografia e la pittura ad olio. Per AIPAD, si mette in risalto le opere della serie" fotografia pittorica digitale "dell'artista che, con schermi dai colori vivaci, evoca astratti paesaggi naturali . --- ARTNET, 5 aprile 2019
La qualità visiva della fotografia pittorica digitale del Maestro Fu Wenjun è evidente sia in termini di composizione che di presentazione. Poiché gli artisti fanno riferimento al passato e al suo continuo sviluppo, Fu ha correlato le proprie presentazioni pittoriche alla qualità pittorica delle fotografie di Louis-Jacques Daguerre (1787-1851) degli inizi degli anni '20. Al di là di questo riferimento e discendenza, la sua opera contemporanea non è né tecnicamente limitata nel modo in cui era di Daguerre, né è puramente pittorica. In entrambe le applicazioni mono e policrome, Fu ha sviluppato un linguaggio che è indicativo di un rapporto con strati profondamente incisi della cultura cinese. "--- Dott. Florian Knothe, storico dell'arte e professionista del museo. Dirige il Museo e la Galleria d'arte dell'[[Università di Hong Kong]] e insegna storia dell'arte e studi museali.